# Николаев, Василий Борисович
Василий Борисович Николаев — советский хозяйственный и политический деятель.

## Биография
Родился в 1929 году в Орле. Член КПСС.
Окончил Орловский железнодорожный техникум, Новосибирский институт инженеров железнодорожного транспорта.
В 1948—1953 гг. — дежурный по станции Верх-Нейвинск, диспетчер Нижне-Тагильского отделения Свердловской железной дороги.
В 1956—1983 гг. — старший помощник начальника, главный инженер, начальник станции Новосибирск-Пассажирский, заместитель начальника Новосибирского отделения, начальник Барнаульского отделения, начальник Алтайского отделения, заместитель, первый заместитель начальника Западно-Сибирской железной дороги
В 1983—1989 гг. — начальник Западно-Сибирской железной дороги.
В 1989—2001 гг. — ведущий специалист по внешнеэкономической деятельности грузовой службы, Дорожного центра фирменного транспортного обслуживания, советник начальника Западно-Сибирской железной дороги.
Избирался депутатом Верховного Совета РСФСР 11-го созыва. Делегат XXVII съезда КПСС.
Умер в 2001 году в Новосибирске.

## Награды
- Орден Октябрьской Революции (1984)
- Орден Трудового Красного Знамени (1963, 1971)
- Орден Знак Почёта (1966)